# Mar Blanca
La mar Blanca, o el mar Blanc (en rus, Бе́лое мо́ре,  Bièloie more), és un entrant de la mar de Barentsz a la costa nord-occidental de Rússia. Està voltat per la península de Kola al nord, Carèlia a l'oest, l'óblast d'Arkhànguelsk al sud i la península de Kanin a l'est. A la part nord-occidental, s'hi obre el golf de Kandalakxa i a la banda sud-occidental, les badies on desemboquen l'Onega i el Dvinà septentrional. Conté les illes Solovietski, declarades Patrimoni de la Humanitat per la UNESCO.
La mar Blanca té una superfície d'uns 90.000 km², amb una profunditat mitjana d'uns 67 m. El seu volum és, doncs, d'uns 6.000 km³. La seva profunditat màxima és de 350 m.
El port principal és el d'Arkhànguelsk, que durant molt de temps fou el principal centre de comerç marítim internacional de Rússia, fundat pels anomenats pomors (o colons) de Kholmogori. En temps moderns, va esdevenir una important base naval i de submarins de l'Armada soviètica.
La mar Blanca està connectada amb la mar Bàltica a través del Canal_Mar_Bàltic-Blanc.
La totalitat d'aquesta mar es troba sota sobirania russa, ja que es considera part de les aigües interiors de Rússia. Administrativament, es divideix entre els oblasts d'Arkhangelsk i Murmansk i la República de Carèlia.
La mar Blanca és un dels quatre març anomenats en anglès amb termes de colors comuns; els altres són la mar Negra, la Mar Roja i la Mar Groga.

## Geografia

### Extensió
L'Organització Hidrogràfica Internacional defineix el límit nord de la mar Blanca com "una línia que uneix Svyatoy Nos (Costa de Murmansk, 39°47'E) i el cap Kanin".

### Topografia

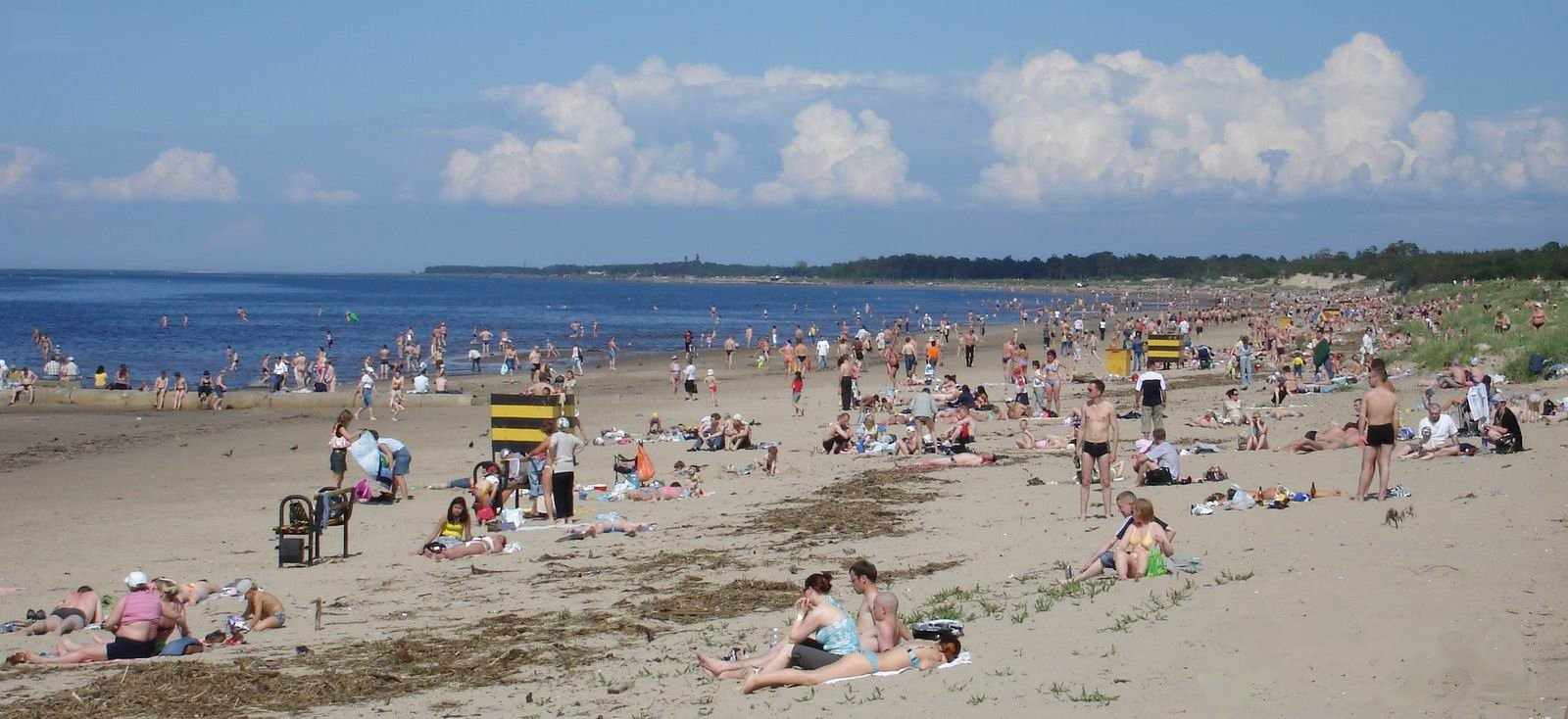
Dia d'estiu a una platja prop de Severodvinsk, a la riba sud-est del mar

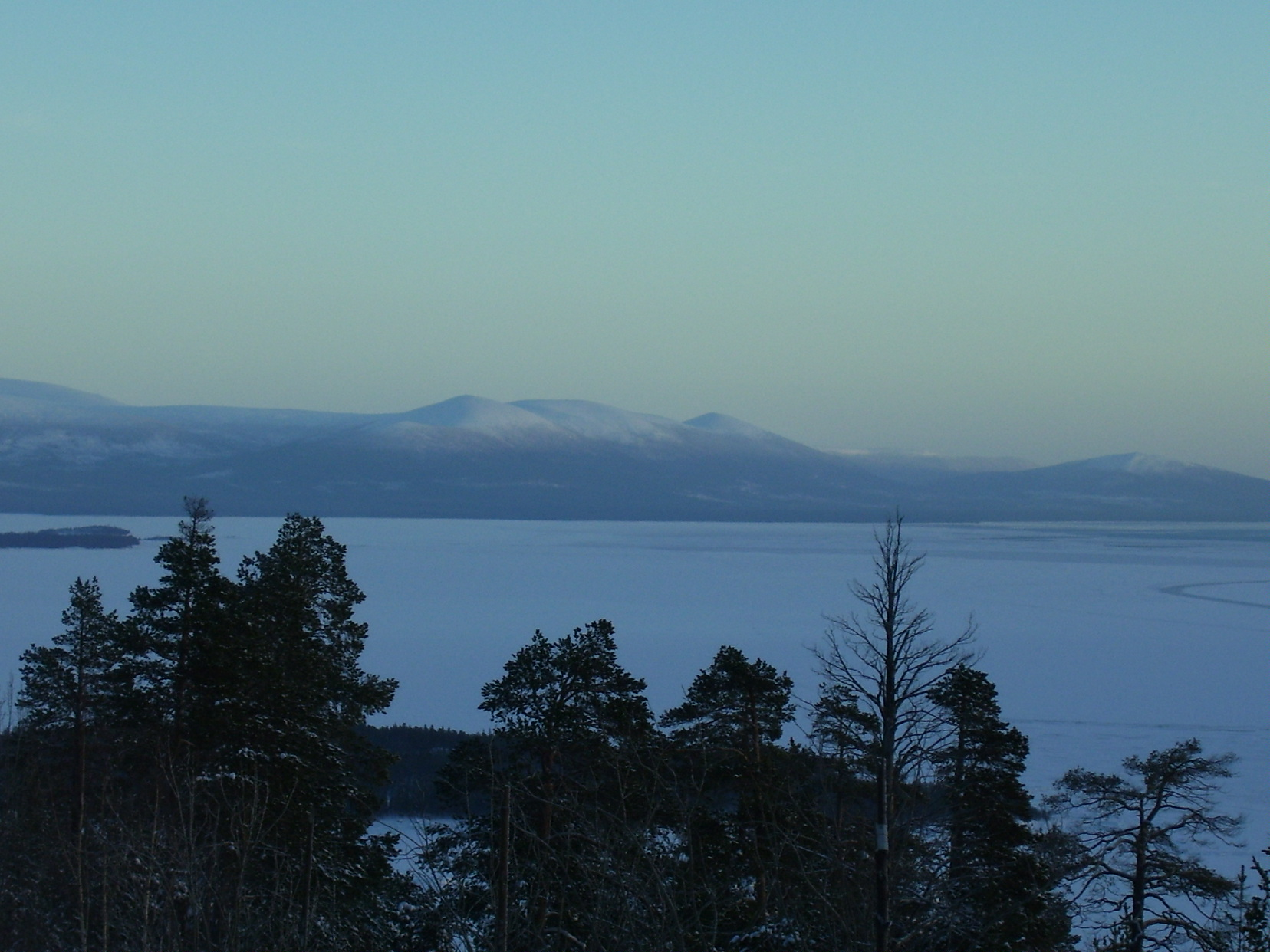
Golf de Kandalaksha

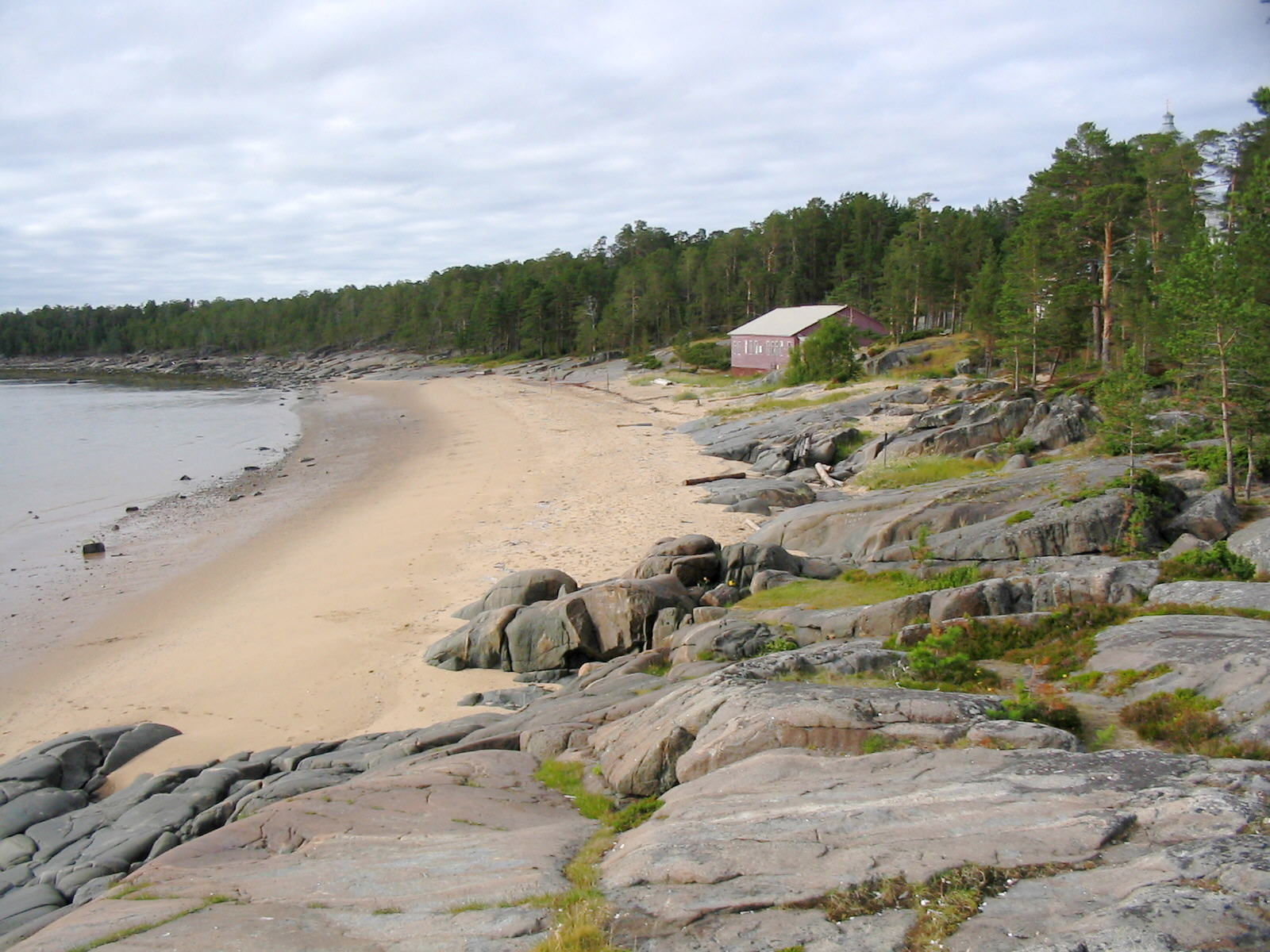
Island kolovar aigua al Voltant En Protoeslau

Hi ha quatre badies o golfs principals a la mar Blanca. Aquestes badies connecten amb l'obertura en forma d'embut al mar de Barentsz a través d'un estret estret anomenat " Gorlo " (rus: Горло, que significa "gola"). El golf de Kandalakxa es troba a la part occidental de la mar Blanca; és la part més profunda del mar, arribant als 340 metres. Al sud, la Golf d'Onega rep el riu Onega. Al sud-est, la Badia del Dvinà rep la Dvinà Septentrional al port principal d'Arkhànguelsk. Al costat est del gorlo, enfront de la península de Kola, hi ha la badia de Mezen. Rep el riu Mezén i el riu Kuloy. Altres rius importants que desemboquen al mar són el Vyg, Niva, Umba, Varzuga i Ponoy.
El fons marí de la part central i la badia de Dvina està cobert de llim i sorra, mentre que el fons de la part nord, el golf de Kandalakxa i la badia d'Onega és una barreja de sorra i pedres. Els dipòsits de l'edat de gel sovint emergeixen prop de les costes del mar. Les costes del nord-oest són altes i rocoses, però el pendent és molt més feble al costat sud-est.
La mar Blanca conté un gran nombre d'illes, però la majoria són petites. El principal grup d'illes són les illes Solovietski, situades gairebé al mig del mar, prop de l'entrada de la badia d'Onega. L'illa de Kiy a la badia d'Onega és important a causa d'un monestir històric. L'illa de Velikiy, situada a prop de la costa, és l'illa més gran del golf de Kandalaksha.

### Hidrografia i batimetria
La mar Blanca és una depressió plena d'aigua al bloc d'una plataforma continental coneguda com a Escut Bàltic. El seu fons és molt irregular i conté el buit de Kandalakxa al nord-oest i les illes Solovetski al sud. A més, la badia d'Onega té moltes elevacions submarines petites. L'obertura i el gorlo del mar són més aviat poc profunds, amb profunditats d'uns 50 metres o menys. Hi ha una carena submarina a la part nord del gorlo, amb profunditats màximes de 40 metres en aquesta part. Això dificulta l'intercanvi d'aigua entre la mar Blanca i el mar de Barentsz. L'intercanvi és assistit per les marees, que són semidiurnes (pugen dues vegades al dia), amb l'amplitud augmentant d'1 metre al sud a 10 metres a la badia de Mezen. Els corrents són força febles a mar obert amb una velocitat inferior a 1 km/h, però s'enforteixen notablement a les badies. Els maremots són molt més ràpids que els corrents regulars i arriben a la velocitat de 9 km/h a la badia de Mezen, 3,6 km/h a la badia d'Onega i 1,3 km/h al golf de Kandalakxa.
Els rius porten anualment uns 215 km3 d'aigua dolça, de mitjana, majoritàriament a les badies d'Onega, Mezen i Dvina. Només la Dvina del Nord pot aportar fins a 171 km3 en alguns anys, amb els rius Mezen, Onega, Kem i Vyg sumant 38,5, 27,0, 12,5 i 11,5 km3, respectivament. Al voltant del 40% d'aquest volum es porta durant la fusió de la neu al maig, i l'entrada és mínima entre febrer i març. Aquesta entrada fa pujar i baixar el nivell del mar que afavoreix l'intercanvi d'aigua amb el mar de Barentsz. Com a resultat, anualment, unes 2.000 km3 i 2.200 km3 entra i surt de la mar Blanca, respectivament. L'entrada d'aigua dolça a la primavera disminueix la salinitat superficial a la capa superior dels 5-10 metres fins al 23‰ (parts per mil) a l'est i del 26-27‰ a les parts occidentals del mar, arribant als 10-12‰ en badia de Dvina; també augmenta el contingut de silici i silicats a l'aigua, que és un tret característic de la mar Blanca.
Les tempestes són les més fortes d'octubre a novembre. Les profunditats marines baixes redueixen l'alçada de les onades a la mitjana d'1 metre, de vegades arribant als 3-5 metres. El mar és tranquil entre juliol i agost.

### Clima

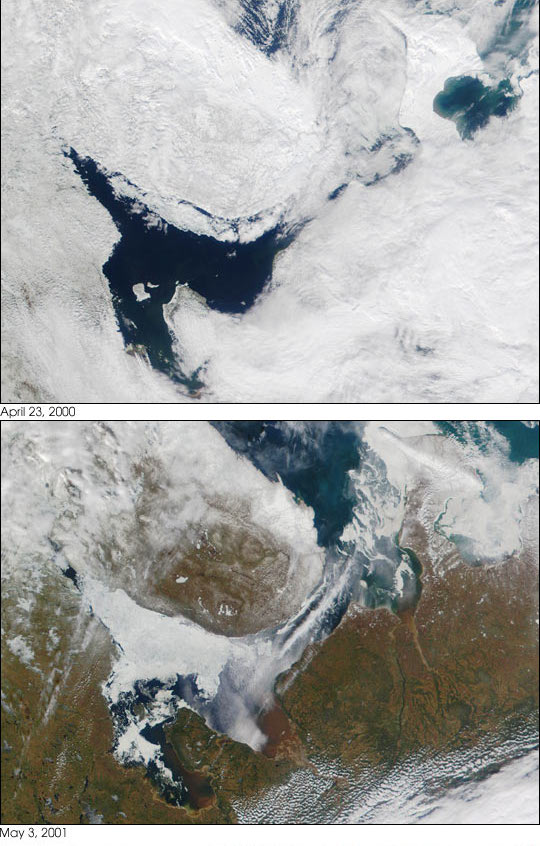
Dues fotos de satèl·lit del Mar Blanc fetes el 23 d'abril de 2000 (a dalt) i el 3 de maig de 2001 (a baix)

El clima varia entre polar i continental moderat amb boires i núvols freqüents. Els vents són predominantment del sud-oest a l'hivern amb velocitats de 4-8 Senyora. Aporten aire fred del sud, establint la temperatura d'uns −15 °C (febrer) sobre la major part del mar. La part nord és més càlida al voltant de -9 °C, de vegades arribant a -6 °C, a causa de les masses d'aire càlid de l'Atlàntic. Els anticiclons àrtics, però, canvien els vents als del nord-est, provocant un clima molt més fred amb temperatures d'uns -25. °C. Els estius són freds, ennuvolats i relativament humits, amb vents del nord-est i pluges freqüents. Les temperatures mitjanes de juliol són de 8-10 °C. Els vents del sud-est ocasionals porten aire càlid d'Europa, augmentant la temperatura a 17-19 °C i de vegades fins i tot fins a 30 °C. Les precipitacions anuals augmenten de 282 mm al nord 529 al sud.
A l'hivern, d'octubre-novembre a maig-juny, el mar es congela, amb les temperatures mitjanes de l'aigua de gener de -1,9 °C al nord, entre −1,3 i −1,7 °С al centre, i entre −0,5 i −0,7 °С a les badies. Aquestes variacions es deuen a la distribució de la salinitat de l'aigua a través del mar, que augmenta del 24 al 26 ‰ al centre al 30,5 ‰ al gorlo, arribant al 34,0 al 34,5 ‰ cap al mar de Barents. El període de congelació varia d'un any a l'altre, tal com es mostra a la imatge de satèl·lit de la dreta. El gel no està estacionari, però el 90% està flotant i s'elimina contínuament cap al mar de Barents. El gruix del gel sol ser d'uns 40 cm, però pot arribar als 150 cm als hiverns freds.
A l'estiu, l'aigua superficial s'escalfa fins a 15 °С a la part central, però es manté relativament freda al nord, a 7–8 °С, a causa de l'intercanvi d'aigua entre la superfície i la part freda del fons, que es veu millorat per la poca profunditat a les parts del nord. El mar profund (uns 100 m o més) es caracteritza per una temperatura estable (−1,4 °С) i salinitat (30 ‰). La distribució en profunditat de la temperatura de l'aigua és molt poc homogènia a través del mar. Per exemple, a la sortida de la badia de Dvina, la temperatura de l'aigua baixa a 0 °C a una profunditat de només 12-15 m, però la mateixa temperatura s'assoleix als 65 m a la sortida del golf de Kandalaksha.

## Història

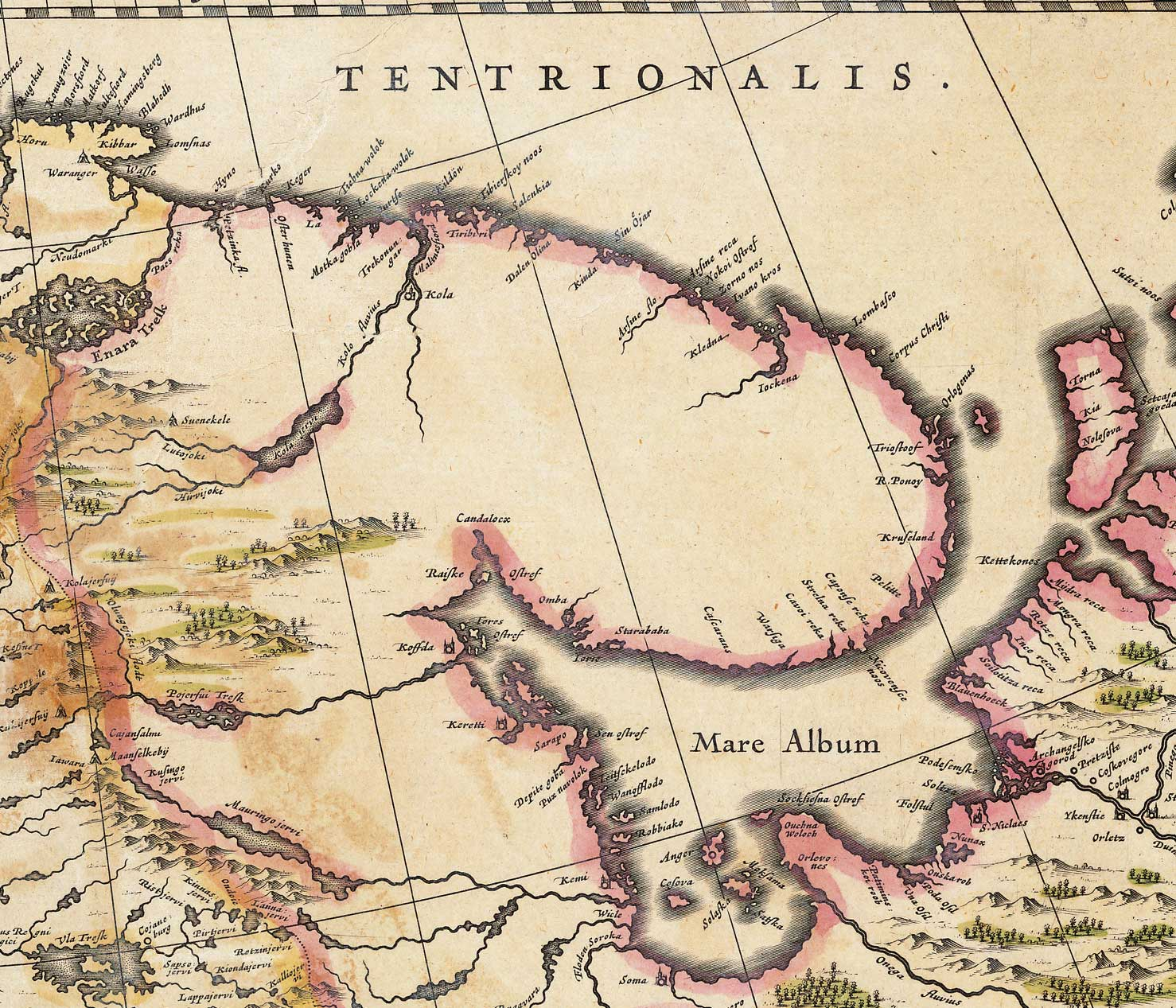
Un mapa del mar Blanc (1635)

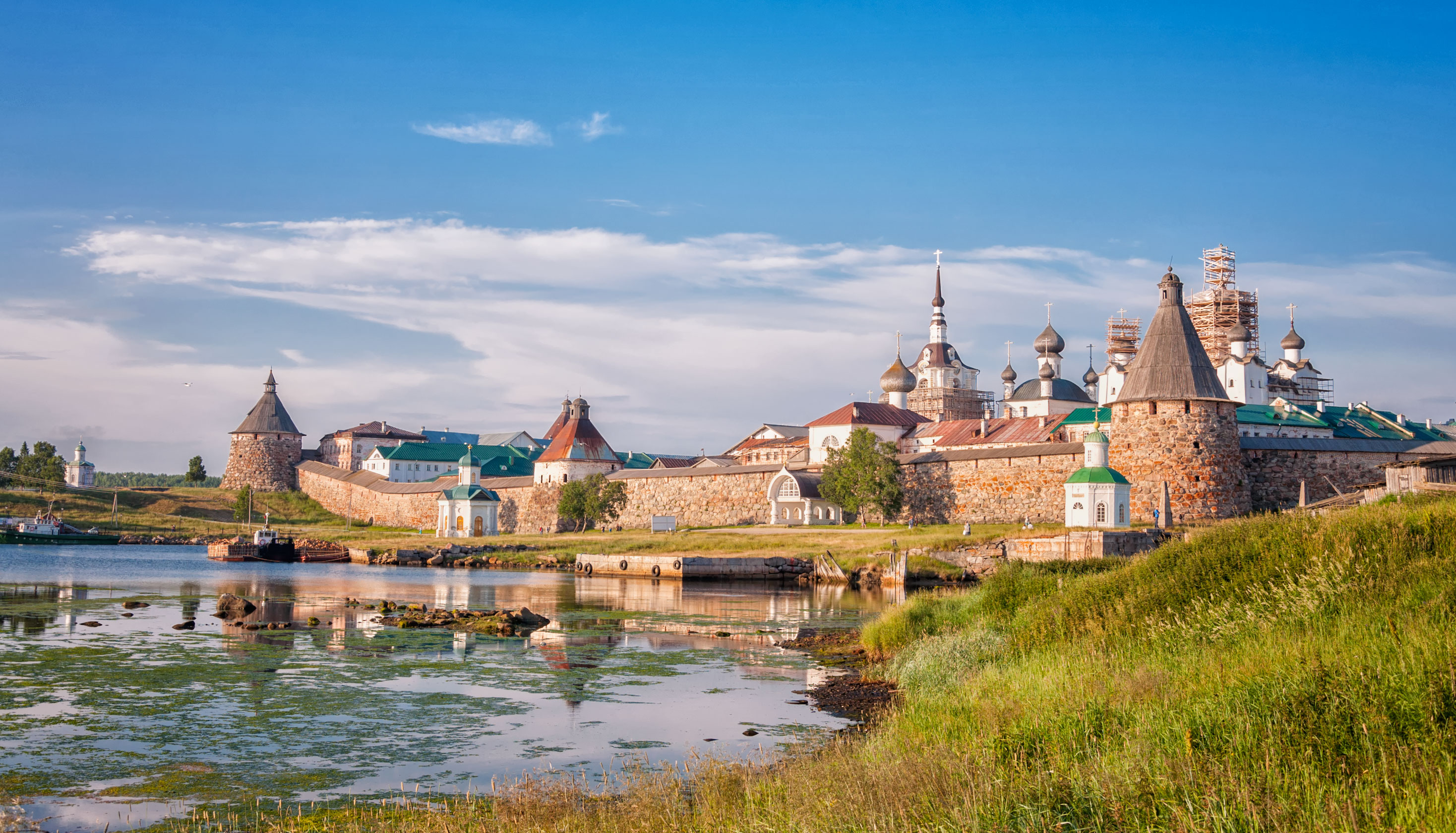
Monestir Solovetsky

Els residents de Nóvgorod coneixien el Mar Blanc almenys des del segle XI i van explorar ràpidament la seva importància comercial per a la navegació i els seus boscos costaners rics en animals de pell. Un dels primers assentaments prop de la vora del mar va créixer a finals del segle xiv a Kholmogori, a la Dvinà Septentrional. Des d'allà, el 1492, una flota mercant carregada de gra i amb ambaixadors d'Ivan III de Moscou va navegar cap a Dinamarca, marcant l'establiment del primer port marítim internacional a Rússia.
El primer vaixell estranger que va arribar a Kholmogori va ser l'anglès Edward Bonaventure comandat per Richard Chancellor el 1553. Juntament amb altres dos vaixells sota el comandament d'Hugh Willoughby, la seva tripulació havia buscat una ruta del nord cap a les Índies, especialment l'Índia i la Xina. L'expedició, patrocinada pel rei Eduard VI d'Anglaterra i un grup d'uns 240 comerciants anglesos, tenia l'autorització de Londres per establir connexions comercials. Els vaixells de Willoughby es van separar i els altres dos es van perdre al mar, però Edward Bonaventure va aconseguir passar el mar Blanc i arribar a Kholmogori, des d'on el canceller va ser escortat a Moscou per trobar-se amb el tsar rus Ivan IV. Tornant de Rússia el 1554, el canceller va portar una descripció detallada de Moscou i el nord de Rússia, que eren en gran part desconeguts per Europa, així com una carta del tsar que expressava el desig d'establir relacions comercials amb Anglaterra. L'any 1555 Maria I d'Anglaterra va emetre una carta que autoritzava la Companyia de Moscòvia a comerciar amb Rússia a través de la ruta del Mar Blanc.
Els vaixells holandesos aviat van seguir als anglesos, i el port de Kholmogory es va ocupar amb enviaments de pells i peixos. En aquella època es van establir a la ciutat botigues i fàbriques locals i estrangeres. El port es va reforçar amb una fortalesa que va suportar un setge per part de l'exèrcit polonès-lituà el 1613. L'augment del trànsit va sobrecarregar el port, que es basava en aigües fluvials poc profundes i tenia una capacitat limitada de vaixells. No obstant això, en comptes d'ampliar l'antic port, Ivan IV en va establir un de nou riu avall el 1584, anomenat New Kholmogory, que a partir de 1596 va començar a ser conegut com a Arkhangelsk.
Entre els segles XV i principis del XVIII, el Mar Blanc va servir com a principal ruta comercial d'entrada i sortida de Rússia. Aquest paper va disminuir més tard després de la fundació de Sant Petersburg (1703), que va obrir una connexió més directa sense gel entre Rússia i la major part de l'Europa occidental a través del mar Bàltic. A partir de la dècada de 1920, la majoria dels enviaments marítims del nord de Rússia es van desviar del mar Blanc cap al nou port de Múrmansk (fundat oficialment el 1916), on les aigües no es van congelar a l'hivern.

## Estat legislatiu
Tota la zona d'aigua del Mar Blanc són les aigües territorials de la Federació Russa. Qualsevol moviment de vaixells estrangers al Mar Blanc es realitza d'acord amb la legislació de la Federació Russa.

## Fauna i economia
El mar acull més de 700 espècies d'invertebrats, unes 60 espècies de peixos i cinc espècies de mamífers marins, inclosa la simpàtica beluga, la balena blanca. Diverses altres espècies de dofins, com ara les marsopes, apareixen amb menys freqüència, mentre que les balenes més grans com la balena de Groenlàndia, la iubarta i els balenoptèrids, zífid cap d'olla boreal i les orques s'han considerat com a visitants rars a les seves aigües, mentre que la freqüència real d'ocurrències no s'especifica la conca marina. La indústria pesquera és relativament petita, orientada principalment a la foca de Groenlàndia, l'arengada, l'eleginus gracilis, l'esperla europea, el bacallà i el salmó europeu. Hi ha una indústria d'algues en desenvolupament.
La Mar Blanca és un important centre de trànsit del nord-oest de Rússia, que connecta diverses regions econòmiques i proporciona una sortida a les rutes estrangeres. El Canal Mar Bàltic-Blanc l'enllaça a través del llac Onega amb la mar Bàltica i la ciutat i el port més importants de Sant Petersburg. La mar Bàltica, al seu torn, està connectada per la via fluvial Volga-Bàltica amb el riu Volga, els mars Negre, Càspia i Azov. Els principals ports de la mar Blanca són Arkhangelsk, Belomorsk, Onega, Mezén, Kem, Kandalakxa i Umba. Tot i estar congelat a l'hivern, el mar continua navegable durant tot l'any a causa del desplegament de trencaglaços.